# Колма (Калифорния)
Колма (англ. Colma) — прибрежный город в округе Сан-Матео в штате Калифорния в Соединённых Штатах Америки.
Согласно данным переписи населения США 2020 года число жителей города 
составляло 1 507 человек, что, для такого небольшого населённого пункта, существенно меньше (− 15.9%), чем было во время предыдущей переписи проводившейся в 2010 году (1 792 человек).

## История
Сообщество было сформировано в XIX веке как совокупность небольших предприятий и домов вдоль линии железной дороги Сан-Франциско и Сан-Хосе. Несколько церквей, включая католическую церковь Святых Ангелов, были основаны в эти ранние годы. Был основан свой собственный пожарный округ, который, помимо Колмы, обслуживает некорпоративную территорию к северу.
5 августа 1924 сообщество было включено в реестр штата Калифорния и Колма официально получил статус города.
На знаменитом Сербском кладбище города похоронено множество людей связанных с Россией и оставивших заметный след в мировой истории.
В начале 20 века Колма была местом проведения многих крупных боксерских встреч. Чемпион мира в среднем весе Стэнли Кетчел провел шесть боев на Mission Street Arena в Колме, включая два боя за титул чемпиона мира в среднем весе против Билли Папке и бой за титул чемпиона мира в тяжелом весе против Джека Джонсона.

## География
Согласно данным Бюро переписи населения США, общая площадь города составляет 1,9 кв. мили (4,9 км2) и вся эта территория приходится на сушу. 17 городских кладбищ составляют почти 3/4 площади города.
Город Колма расположен на полуострове Сан-Франциско в самой высокой точке долины Мерсед, промежутке между горой Сан-Бруно и самыми северными предгорьями хребта Санта-Крус. 
Предгорья и восточные склоны хребта в основном состоят из слабо консолидированных плиоценово-четвертичных пресноводных и мелководных морских отложений, которые включают формации Колма и Мерсед, недавний склоновый смыв, заполнение оврагов, коллювий и аллювий. Эти поверхностные отложения несогласно перекрывают гораздо более древний юрско-меловой францисканский комплекс. 
Небольшая речка Колма протекает через город, направляясь от горы Сан-Бруно к заливу Сан-Франциско.